# Atletism la Jocurile Olimpice de vară din 2016 - 400 m garduri (feminin)
Proba de 400 de metri garduri feminin de la Jocurile Olimpice de vară din 2016 a avut loc în perioada 15-18 august pe Stadionul Olimpic.

## Recorduri
Înaintea acestei competiții, recordurile mondiale și olimpice erau următoarele:
| Record  | Atlet                   | Timp  | Loc            | Data           |
| ------- | ----------------------- | ----- | -------------- | -------------- |
| Mondial | Yuliya Pechenkina (RUS) | 52.34 | Tula, Rusia    | 8 august 2003  |
| Olimpic | Melaine Walker (JAM)    | 52.64 | Beijing, China | 20 august 2008 |

| Zona                                             |       |                      |           |
| Zona                                             | Timp  | Atlet                | Țara      |
| ------------------------------------------------ | ----- | -------------------- | --------- |
| Africa (recorduri)                               | 52.90 | Nezha Bidouane       | Maroc     |
| Asia (recorduri)                                 | 53.96 | Han Qing             | China     |
| Asia (recorduri)                                 | 53.96 | Song Yinglan         | China     |
| Europa (recorduri)                               | 52.34 | Iulia Pecionkina     | Rusia     |
| America Centrală, de Nord și Caraibe (recorduri) | 52.42 | Melaine Walker       | Jamaica   |
| Oceania (recorduri)                              | 53.17 | Debbie Flintoff-King | Australia |
| America de Sud (recorduri)                       | 55.84 | Lucimar Teodoro      | Brazilia  |

## Format
Competiția a avut trei etape: runda întâi cu șase serii, semifinalele cu trei serii și finala. Primele trei din fiecare serie și alte șase atlete cu cel mai rapid timp s-au calificat în semifinale. Primele două clasate în fiecare dintre cele trei semifinale s-au calificat în finală, împreună cu alte două atlete cu cel mai rapid timp.

## Rezultate

### Runda 1
Reguli de calificare: primii trei din fiecare serie (C) și următorii trei atleți cu cel mai bun timp (c) se califică în semifinale.

#### Seria 1
| Loc | Culoar | Nume                  | Naționalitate              | Timp  | Note |
| --- | ------ | --------------------- | -------------------------- | ----- | ---- |
| 1   | 7      | Ristananna Tracey     | Jamaica                    | 54.88 | (C)  |
| 2   | 4      | Zuzana Hejnová        | Cehia                      | 55.54 | (C)  |
| 3   | 1      | Ayomide Folorunso     | Italia                     | 55.78 | (C)  |
| 4   | 6      | Stina Troest          | Danemarca                  | 56.06 | (c)  |
| 5   | 2      | Sydney McLaughlin     | Statele Unite ale Americii | 56.32 | (c)  |
| 6   | 3      | Petra Fontanive       | Elveția                    | 56.80 |      |
| 7   | 8      | Zurian Hechavarría    | Cuba                       | 57.28 |      |
| 8   | 5      | Maureen Jelagat Maiyo | Kenya                      | 57.97 |      |

#### Seria a 2-a
| Loc | Culoar | Nume                 | Naționalitate      | Timp    | Note |
| --- | ------ | -------------------- | ------------------ | ------- | ---- |
| 1   | 7      | Joanna Linkiewicz    | Polonia            | 56.07   | (C)  |
| 2   | 3      | Janieve Russel       | Jamaica            | 56.13   | (C)  |
| 3   | 6      | Grace Claxton        | Puerto Rico        | 56.40   | (C)  |
| 4   | 8      | Tia-Adana Belle      | Barbados           | 56.68   |      |
| 5   | 2      | Sparkle McKnight     | Trinidad și Tobago | 56.80   |      |
| 6   | 4      | Jackie Baumann       | Germania           | 59.04   |      |
| 7   | 5      | Drita Islami         | Macedonia          | 1:01.18 |      |
| 8   | 1      | Chanice Chase-Taylor | Canada             | 1:02.83 |      |

#### Seria a 3-a
| Loc | Culoar | Nume              | Naționalitate              | Timp    | Note |
| --- | ------ | ----------------- | -------------------------- | ------- | ---- |
| 1   | 5      | Ashley Spencer    | Statele Unite ale Americii | 55.12   | (C)  |
| 2   | 7      | Leah Nugent       | Jamaica                    | 55.66   | (C)  |
| 2   | 6      | Viktoria Tkaciuk  | Ucraina                    | 56.14   | (C)  |
| 3   | 8      | Denisa Rosolova   | Cehia                      | 56.36   | (c)  |
| 4   | 1      | Lea Sprunger      | Elveția                    | 56.58   |      |
| 5   | 3      | Amalie Iuel       | Norvegia                   | 56.75   |      |
| 6   | 4      | Hayat Lambarki    | Maroc                      | 1:00.83 |      |
| 7   | 2      | Lilit Harutyunyan | Armenia                    | 1:03.13 |      |

#### Seria a 4-a
| Loc | Culoar | Nume                  | Naționalitate      | Timp  | Note |
| --- | ------ | --------------------- | ------------------ | ----- | ---- |
| 1   | 5      | Sara Petersen         | Danemarca          | 55.20 | (C)  |
| 2   | 1      | Wenda Nel             | Africa de Sud      | 55.55 | (C)  |
| 3   | 4      | Emilia Ankiewicz      | Polonia            | 55.89 | (C)  |
| 4   | 7      | Yadisleidy Pedroso    | Italia             | 55.91 | (c)  |
| 5   | 3      | Janeil Bellille       | Trinidad și Tobago | 56.25 | (c)  |
| 6   | 2      | Katsiaryna Belanovich | Belarus            | 56.55 |      |
| 7   | 8      | Axelle Dauwens        | Belgia             | 57.68 |      |
| 8   | 6      | Ghfran Almouhamad     | Siria              | 58.85 |      |

#### Seria a 5-a
| Loc | Culoar | Nume             | Naționalitate              | Timp    | Note |
| --- | ------ | ---------------- | -------------------------- | ------- | ---- |
| 1   | 3      | Dalilah Muhammad | Statele Unite ale Americii | 55.33   | (C)  |
| 2   | 7      | Noelle Montcalm  | Canada                     | 56.07   | (C)  |
| 3   | 6      | Hanna Titimets   | Ucraina                    | 56.24   | (C)  |
| 4   | 1      | Lauren Wells     | Australia                  | 56.26   | (c)  |
| 5   | 2      | Phara Anacharsis | Franța                     | 56.64   |      |
| 6   | 4      | Vera Barbosa     | Portugalia                 | 57.28   |      |
| 7   | 5      | Thị Huyền Nguyễn | Vietnam                    | 57.87   |      |
| 8   | 8      | Natalya Asanova  | Uzbekistan                 | 1:02.37 |      |

#### Seria a 6-a
| Loc | Culoar | Nume                | Naționalitate  | Timp  | Note |
| --- | ------ | ------------------- | -------------- | ----- | ---- |
| 1   | 6      | Eilidh Doyle        | Marea Britanie | 55.46 | (C)  |
| 2   | 1      | Sage Watson         | Canada         | 55.93 | (C)  |
| 3   | 3      | Olena Kolesnychenko | Ucraina        | 56.61 | (C)  |
| 4   | 2      | Amaka Ogoegbunam    | Nigeria        | 56.96 |      |
| 5   | 5      | Satomi Kubokura     | Japonia        | 57.34 |      |
| 6   | 8      | Marzia Caravelli    | Italia         | 57.77 |      |
| 7   | 7      | Sharolyn Scott      | Costa Rica     | 58.27 |      |
| 8   | 4      | Aleksandra Romanova | Kazahstan      | 59.36 |      |

### Semifinale
Reguli de calificare: primele două din fiecare serie (Q) si încă două cu cel mai rapid timp (c) se califică în finală

#### Semifinala 1
| Loc | Culoar | Nume                | Naționalitate              | Timp  | Note      |
| --- | ------ | ------------------- | -------------------------- | ----- | --------- |
| 1   | 4      | Zuzana Hejnová      | Cehia                      | 54.55 | (C), (SB) |
| 2   | 5      | Ristananna Tracey   | Jamaica                    | 54.80 | (C)       |
| 3   | 6      | Joanna Linkiewicz   | Polonia                    | 55.35 |           |
| 4   | 1      | Stina Troest        | Danemarca                  | 56.00 | (SB)      |
| 5   | 2      | Sydney McLaughlin   | Statele Unite ale Americii | 56.22 |           |
| 6   | 3      | Noelle Montcalm     | Canada                     | 56.28 |           |
| 7   | 7      | Ayomide Folorunso   | Italia                     | 56.37 |           |
| 8   | 8      | Olena Kolesnychenko | Ucraina                    | 56.77 |           |

#### Semifinala a 2-a
| Loc | Culoar | Nume               | Naționalitate              | Timp  | Note |
| --- | ------ | ------------------ | -------------------------- | ----- | ---- |
| 1   | 5      | Ashley Spencer     | Statele Unite ale Americii | 54.87 | (C)  |
| 2   | 4      | Janieve Russel     | Jamaica                    | 54.92 | (C)  |
| 3   | 3      | Eilidh Doyle       | Marea Britanie             | 54.99 | (c)  |
| 4   | 7      | Hanna Titimets     | Ucraina                    | 55.27 |      |
| 5   | 1      | Yadisleidy Pedroso | Italia                     | 55.78 | (SB) |
| 6   | 6      | Wenda Nel          | Africa de Sud              | 55.83 |      |
| 7   | 8      | Emilia Ankiewicz   | Polonia                    | 56.99 |      |
| 8   | 2      | Denisa Rosolová    | Cehia                      | 57.39 |      |

#### Semifinala a 3-a
| Loc | Culoar | Nume             | Naționalitate              | Timp  | Note      |
| --- | ------ | ---------------- | -------------------------- | ----- | --------- |
| 1   | 3      | Dalilah Muhammad | Statele Unite ale Americii | 53.89 | (C)       |
| 2   | 5      | Sara Petersen    | Danemarca                  | 54.55 | (C)       |
| 3   | 6      | Leah Nugent      | Jamaica                    | 54.98 | (c), (PB) |
| 4   | 4      | Sage Watson      | Canada                     | 55.44 |           |
| 5   | 7      | Grace Claxton    | Puerto Rico                | 55.85 | (PB)      |
| 6   | 2      | Janeil Bellille  | Trinidad și Tobago         | 56.06 | (SB)      |
| 7   | 1      | Lauren Wells     | Australia                  | 56.83 |           |
| 8   | 8      | Viktoria Tkaciuk | Ucraina                    | 56.87 |           |

### Finala
| Loc | Culoar | Nume              | Naționalitate              | Timp  | Note |
| --- | ------ | ----------------- | -------------------------- | ----- | ---- |
| 1   | 3      | Dalilah Muhammad  | Statele Unite ale Americii | 53.13 |      |
| 2   | 4      | Sara Petersen     | Danemarca                  | 53.55 | (RN) |
| 3   | 5      | Ashley Spencer    | Statele Unite ale Americii | 53.72 | (PB) |
| 4   | 6      | Zuzana Hejnová    | Cehia                      | 53.92 | (SB) |
| 5   | 7      | Ristananna Tracey | Jamaica                    | 54.15 | (PB) |
| 6   | 2      | Leah Nugent       | Jamaica                    | 54.45 | (PB) |
| 7   | 8      | Janieve Russel    | Jamaica                    | 54.56 |      |
| 8   | 1      | Eilidh Doyle      | Marea Britanie             | 54.61 |      |

## Legendă
RA Record african | AM Record american | AS Record asiatic | RE Record european | OCRecord oceanic | RO Record olimpic | RM Record mondial | RN Record național | SA Record sud-american | RC Record al competiției | DNF Nu a terminat | DNS Nu a luat startul | DS Descalificare | EL Cea mai bună performanță europeană a anului | PB Record personal | SB Cea mai bună performanță a sezonului | WL Cea mai bună performanță mondială a anului 